# La metà oscura (film)
La metà oscura (The Dark Half) è un film del 1993 diretto da George A. Romero, con Timothy Hutton, Amy Madigan e Michael Rooker. La pellicola è l'adattamento dell'omonimo romanzo di Stephen King.

## Trama
Il film ruota intorno ai tentativi dello scrittore Thad Beaumont di eliminare il suo pseudonimo, George Stark. Tuttavia il suo pseudonimo è diventato un'entità fisica e sta terrorizzando la famiglia Beaumont. Lo sceriffo Alan Pangborn di Castle Rock, investiga sul caso.

## Produzione
Com'era già avvenuto in altre occasioni, anche per La metà oscura, Romero si trovò a fare i conti con disavventure produttive: al termine delle riprese, nell'inverno 1990, la Orion dichiarò fallimento e da allora, sino all'uscita del film, due anni dopo, al regista fu di fatto sottratto il controllo sulle fasi di post-produzione, compreso il montaggio. In un'intervista rilasciata nell'aprile 1992, ammetteva di non aver ancora potuto vedere il finale del film e di non condividere alcuni dei tagli apportati ai primi 105 minuti.